# Vera Leutloff
Vera Leutloff (* 8. Dezember 1962 in Hamburg) ist eine deutsche Malerin.
Sie studierte von 1981 bis 1989 an der Kunstakademie Düsseldorf bei Alfonso Hüppi (Meisterschülerin). 1988 erhielt sie das Reisestipendium des Kunstvereins für die Rheinlande und Westfalen, Düsseldorf, 1991 den Villa-Romana-Preis, 1992 das Max-Ernst-Stipendium der Stadt Brühl und 1997 den Bergischen Kunstpreis.
Von 2001 bis 2004 hatte sie einen Lehrauftrag für Malerei an der Kunstakademie Düsseldorf inne.
Vera Leutloff war Mitglied im Deutschen Künstlerbund. Sie lebt derzeit in Düsseldorf.

## Ausstellungen
- 2019: Nordlicht, Osthaus-Museum Hagen.
- 2022: Vera Leutloff. Farbe in Bewegung, Kunstmuseum Reutlingen.